# Small Source of Comfort
Small Source of Comfort è il ventottesimo album di Bruce Cockburn, pubblicato dalla True North Records nel 2011. Il disco fu registrato a The Bathhouse, Bath, Ontario (Canada) ed al Pinhead Recorders, Nashville, Tennessee (Stati Uniti).

## Tracce
1. The Iris of the World – 3:23 (Bruce Cockburn)
2. Call Me Rose – 3:18 (Bruce Cockburn)
3. Bohemian 3-Step – 4:08 (Bruce Cockburn)
4. Radiance – 4:15 (Bruce Cockburn)
5. Five Fifty-One – 3:35 (Bruce Cockburn)
6. Driving Away – 4:36 (Bruce Cockburn, Annabelle Chvostek)
7. Lois on the Autobahn – 4:46 (Bruce Cockburn)
8. Boundless – 4:46 (Bruce Cockburn, Annabelle Chvostek)
9. Called Me Back – 2:42 (Bruce Cockburn)
10. The Comets of Kandahar – 4:50 (Bruce Cockburn)
11. Each One Lost – 4:00 (Bruce Cockburn)
12. Parnassus and Fog – 3:30 (Bruce Cockburn)
13. Ancestors – 4:00 (Bruce Cockburn)
14. Gifts – 1:58 (Bruce Cockburn)

## Musicisti
"The Iris of the World"
- Bruce Cockburn  - voce, chitarra, sansula
- Jenny Scheinman - violino, armonie vocali
- John Dymond - basso acustico
- Gary Craig - batteria, percussioni

"Call Me Rose"
- Bruce Cockburn - voce, chitarra a dodici corde
- Colin Linden - mandolini, hammertones
- Jenny Scheinman  - violino
- John Dymond  - basso
- Gary Craig  - batteria
- Celia Shacklett  - armonie vocali

"Bohemian 3-Step"
- Bruce Cockburn  - chitarra
- Gary Craig  - batteria

"Radiance"
- Bruce Cockburn - voce, chitarra
- Tim Lauer  - accordion
- Jenny Scheinman  - violino
- Gary Craig  - batteria

"Five Fifty-One"
- Bruce Cockburn  - voce, chitarra a dodici corde, armonica
- Colin Linden  - chitarra slide, chitarra elettrica baritono, armonie vocali
- Gary Craig  - batteria

"Driving Away"
- Bruce Cockburn - chitarra (parte destra), voce
- Annabelle Chvostek  - chitarra (parte sinistra), voce (duetto)
- John Dymond  - basso acustico
- Gary Craig  - batteria

"Lois on the Autobahn"
- Bruce Cockburn - chitarra baritono
- Jenny Scheinman - violino
- Colin Linden - basso
- Gary Craig - batteria, percussioni

"Boundless"
- Bruce Cockburn - voce, chitarra, armonie vocali, chimes
- Annabelle Chvostek - mandolino, armonie vocali
- Jenny Scheinman - violino
- John Dymond - basso
- Gary Craig - batteria, percussioni
- Colin Linden - armonie vocali

"Called Me Back"
- Bruce Cockburn - chitarra a dodici corde, armonica, human grunting jug, tibetan cymbals
- Colin Linden - chitarra slide, armonie vocali
- Jenny Scheinman - violino
- Gary Craig  - batteria, pecussioni
- Celia Shacklett - armonie vocali

"The Comets of Kandahar"
- Bruce Cockburn - chitarra resonator
- Jenny Scheinman - violino
- Gary Craig - batteria

"Each One Lost"
- Bruce Cockburn - voce, chitarra, armonie vocali
- Tim Lauer - accordion
- Jenny Scheinman - violino, armonie vocali
- Colin Linden - basso

"Parnassus and Fog"
- Bruce Cockburn - chitarra, armonica
- Colin Linden - chitarra elettrica
- Jenny Scheinman - violino
- Tim Lauer - accordion

"Ancestors"
- Bruce Cockburn - chitarra, chimes
- Gary Craig - percussioni

"Gifts"
- Bruce Cockburn  - voce, chitarra baritono, chitarra